# Hôtel Radisson Blu (Amsterdam)
 (juin 2014).
Si vous disposez d'ouvrages ou d'articles de référence ou si vous connaissez des sites web de qualité traitant du thème abordé ici, merci de compléter l'article en donnant les références utiles à sa vérifiabilité et en les liant à la section « Notes et références ».
Pour les articles homonymes, voir Radisson Blu.
L'hôtel Radisson Blu est un hôtel de luxe 4 étoiles appartenant à la chaîne américaine Radisson Blu, situé dans le centre-ville d’Amsterdam. Il possède 252 chambres de standing.

## Histoire
La propriété où se trouve l’hôtel comprend  des maisons de marchands datant du XVIIIe siècle, un presbytère du XIXe siècle et une ancienne usine de papier. Le bar de l’hôtel se trouve dans le presbytère. 
Les archives montrent qu’en 1608 la propriété principale où se trouve l’hôtel a été acheté par un négociant en sucre qui l’a transformé en brasserie. En 1758 la brasserie a été reconvertie en logements. Par la suite le bâtiment a été une maison de vente aux enchères, un casino, une usine à cigare puis une maison de courtage en assurance. En 1871 le bâtiment a été transformé en usine à papier. En 1883 le bâtiment a presque été entièrement détruit par un feu. Il fut reconstruit dans la foulée. À la suite d'un changement de propriétaire en 1901 des modifications ont été apportées au bâtiment notamment son toit en verre. En 1934 la façade a été complètement refaite et des sculptures en bois ont été rajoutées aux fenêtres. Ces sculptures sont toujours visibles aujourd’hui.
En ce qui concerne le presbytère, après la Réforme, en 1578 les catholiques ne pouvaient plus pratiquer leur culte. Ceux-ci devaient se réunir dans des endroits clandestins. En 1698 un groupe  de pratiquants forma sa propre société secrète dans l’un des entrepôts adjacents. Cet entrepôt fut par la suite transformé en église en 1848. L’église fut fermée en 1932 puis détruite en 1955. Une partie de l’élévation arrière de l’église maintient toujours une partie de la structure de l’hôtel. Le presbytère a eu quant à lui de nombreux usages. Il a été un petit commissariat, une maison close, un bureau de recrutement pour des moines missionnaires. Une partie du presbytère a été la résidence de l’écrivain hollandais Godfried Bomans ou encore du peintre abstrait Karel Appel qui fut le fondateur du groupe Cobra.

## Situation
L’hôtel dans la rue Rusland qui existe depuis le XVIe siècle. Cette rue doit son nom à Willem Ruusschentuin, appelé également Willem Ruysch, qui était propriétaire des terres de ce secteur et qui lui a donné son nom. Au fil du temps le nom de la rue a évolué en ‘t Ruyssenlandt, puis en ‘t Russeland, en ‘t Ruslant et finalement vers le milieu du XVIe siècle en Rusland. La rue a été peut-être un canal à un moment donné mais il fut par la suite comblé et fut une des plus larges rue du centre historique à cette époque, surtout en comparaison à l’étroitesse des rues adjacentes. On peut donc aisément accéder aux canaux, qui traversent la ville. La place du Dam est à environ 7 minutes à pieds.